# 三方五湖農業協同組合
三方五湖農業協同組合（みかたごこのうぎょうきょうどうくみあい、通称:JA三方五湖）は、福井県三方上中郡若狭町に本店を置いていた農業協同組合。2012年1月1日をもって、敦賀市農業協同組合・若狭美浜町農業協同組合と合併し敦賀美方農業協同組合の一部となった（その後敦賀美方農業協同組合は県内のほかの農協とともに県単位農協である「福井県農業協同組合」の統合に参加）。

## 概要
- 管轄していた区域は若狭町（旧三方町）
- 本店:福井県三方上中郡若狭町鳥浜46-5（合併後の：敦賀美方農業協同組合　三方五湖基幹支店）